# Heliodor (minerał)
Heliodor – minerał, przezroczysta odmiana berylu o barwie żółtej.
Nazwa pochodzi od gr. helios = słońce i doron = dar („dar Słońca”); aluzja do zabarwienia minerału. Został odkryty w 1910 r. w Namibii. 
Obecnie nazwa heliodor stosowana jest powszechnie do wszystkich przezroczystych, żółtych odmian berylu (dawniej tylko do południowoafrykańskich).

## Właściwości
Jest krzemianem pierwiastków berylu i glinu. Najczęściej beryl przybiera formę sześciobocznych słupów i dwuścianów podstawowych, a rzadziej występuje jako podwójne piramidy. Zazwyczaj pojawia się w postaci pojedynczych kryształów, ale tworzy również skupienia pręcikowe. Zawiera niewielkie domieszki tlenku uranu – wykazuje niewielką promieniotwórczość jest to przyczyną jego pięknej złocistożółtej barwy. Okazy o odcieniu zielonkawożółtym odznaczają się pewnymi zawartościami żelaza. Zawiera często ciekło-gazowe inkluzje oraz wrostki rutylu, pirytu i hematytu. Nie wykazuje luminescencji. Rzadko tworzy zbliźniaczenia. Jego dwójłomność wynosi 0,005–0,007. Wykazuje niską dyspersję na poziomie 0,014.  

## Występowanie
Minerał związany ze skałami pegmatytowymi oraz pneumatoliczno–hydrotermalnymi. Towarzyszą mu najczęściej akwamaryn, muskowit, szerlit, albit i kwarc. 

## Miejsce występowania
Brazylia – Minas Gerais, Bahia (kryształy dobrze wykształcone o zabarwieniu zielonkawożółtym do głęboko pomarańczowego), Namibia – Otavi, Rossing, (żółte, żółtozłociste kryształy pod wpływem promieniowania ultrafioletowego wykazują niebieską fluorescencję), Stany Zjednoczone – Maine i Connecticut (kryształy małe, o wszystkich odcieniach barwy żółtej i żółtopomarańczowej), Rosja – Ural (liczne kryształy o zabarwieniu żółtym), RPA, Madagaskar, Nigeria, Indie, Sri Lanka, Szwecja, Ukraina – okolice Żytomierza Wołyń, Włochy.
W Polsce – W Sudetach (Góry Sowie w okolicach Strzegomia).

## Galeria

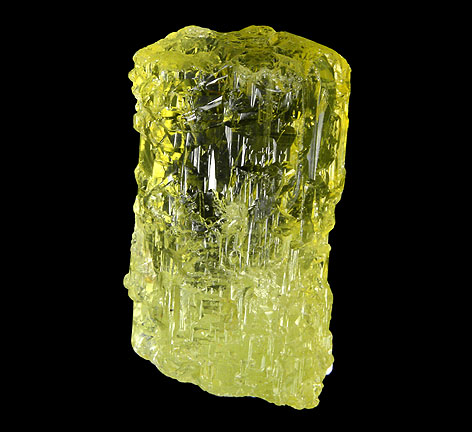
Heliodor z klasycznej lokalizacji - z Wołynia w obwodzie żytomierskim na Ukrainie
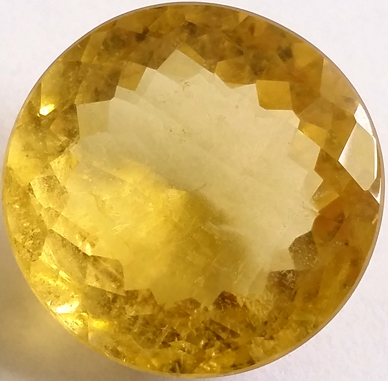
szlifowany okaz
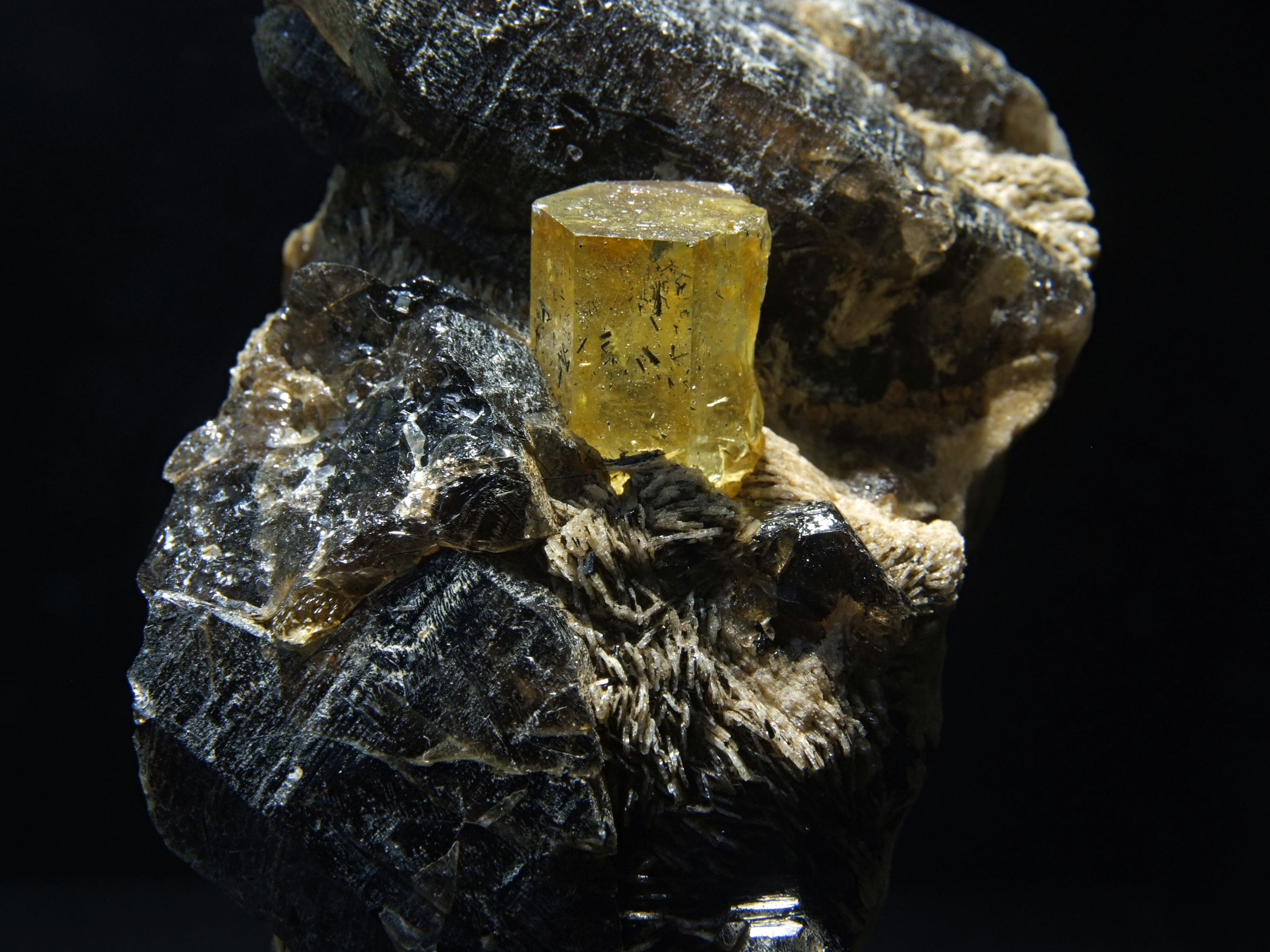
okaz na matriksie
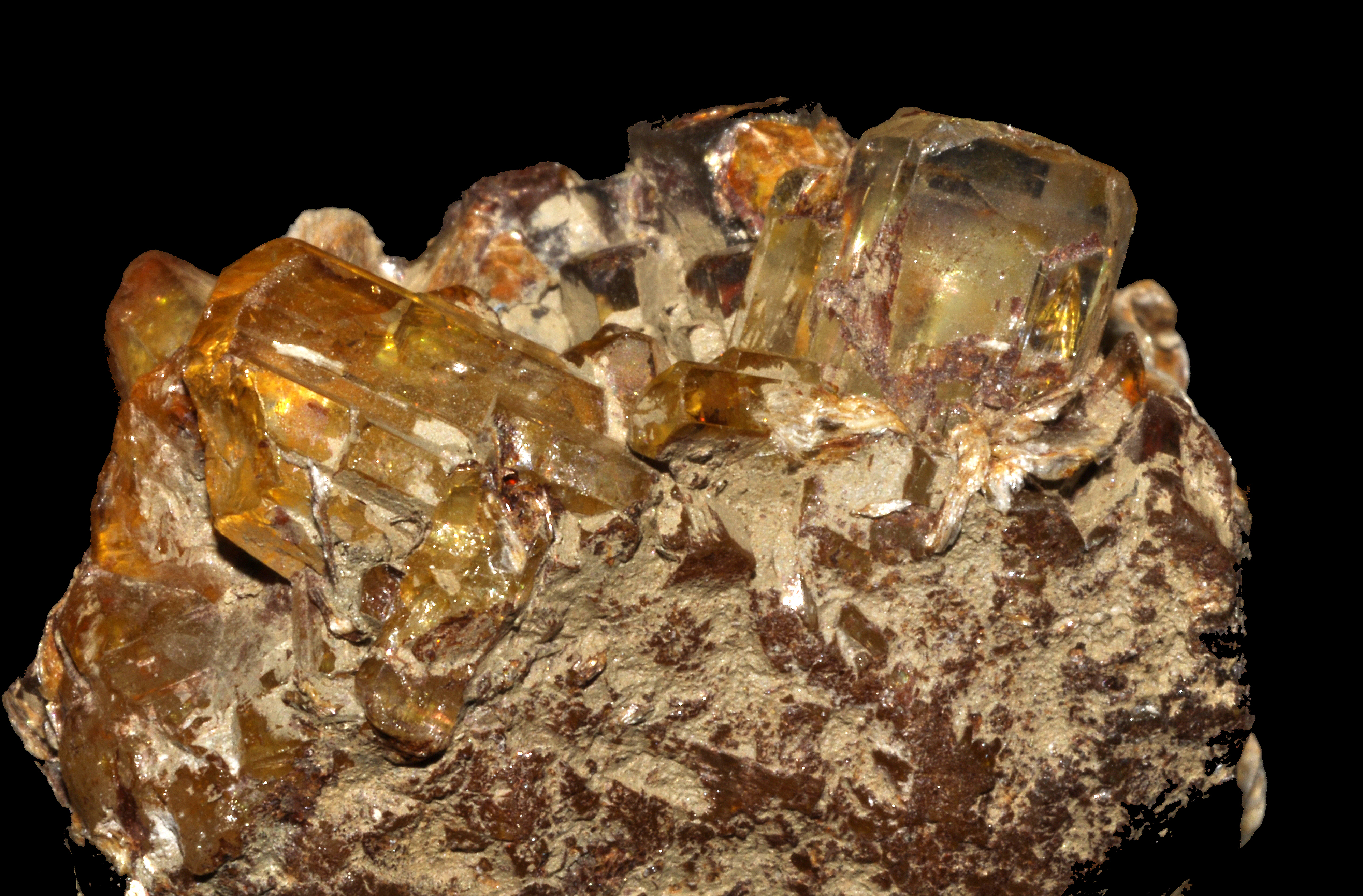
okaz na matrycy z Pakistanu
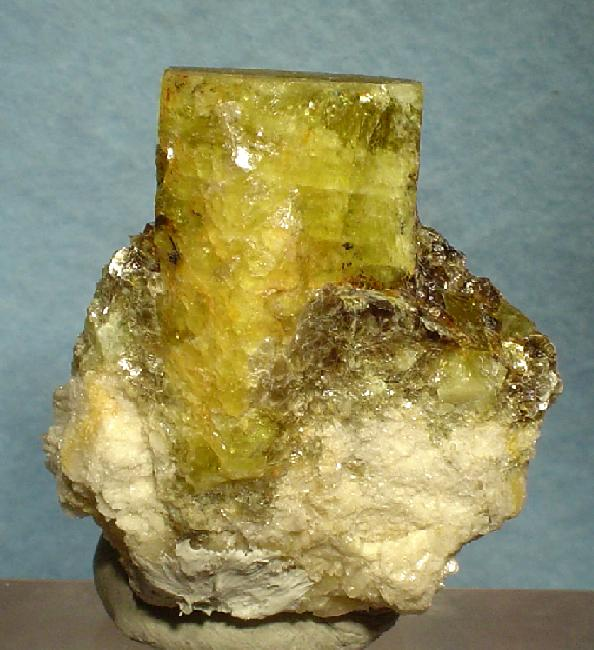
Okaz na pegmatycie z New Hampshire w USA

## Zastosowanie
- bardzo wysoko ceniony[przez kogo?] kamień kolekcjonerski i jubilerski
- do celów jubilerskich - poszukiwane są kamienie o zabarwieniu oliwkowym i żółtopomarańczowym; także okazy złociste oraz bardzo rzadkie i cenne kamienie złociste dające efekt kociego oka. Przezroczyste i czyste kryształy zawierają czasami rurkowate, płynne wtrącenia z pęcherzykami gazu.
- Najczęściej szlifowany fasetkowo, a bardzo rzadko kaboszonowo (głównie okaz wykazujące efekt kociego oka)[6].

Masa kamieni oprawionych w granicach 3–5 ct; okazy większe są rzadkie. W British Museum (Londyn) żółty szlifowany heliodor o masie 82,3 ct; Royal Ontario Museum (Toronto) - żółty szlifowany schodkowo heliodor o masie 78,8 ct.